# Pinciná
Pinciná es un municipio del distrito de Lučenec en la región de Banská Bystrica, Eslovaquia, con una población estimada a final del año 2024 de 199 habitantes.
Se encuentra ubicado en el centro-sur de la región, en el valle del río Ipoly —un afluente izquierdo del Danubio— y cerca de la frontera con Hungría.

## Demografía
| Año        | 1994 | 2004    | 2014    | 2024     |
| ---------- | ---- | ------- | ------- | -------- |
| Población  | 261  | 245     | 249     | 199      |
| Diferencia |      | −6,13 % | +1,63 % | −20,08 % |

| Año        | 2023 | 2024    |
| ---------- | ---- | ------- |
| Población  | 197  | 199     |
| Diferencia |      | +1,01 % |